# Ben E. King

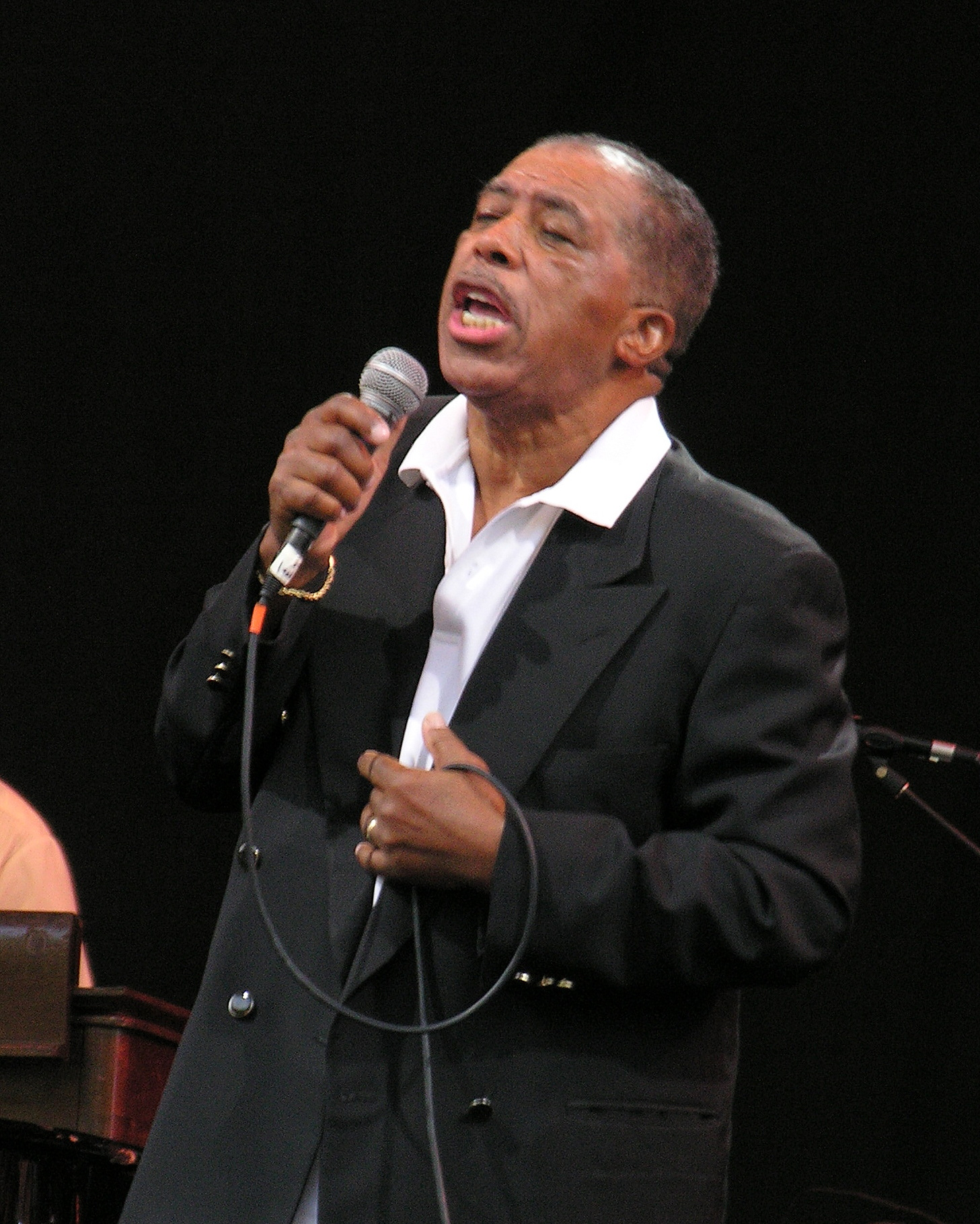
Ben E. King in New York (2007)

Ben E. King (* 28. September 1938 als Benjamin Earl Nelson in Henderson, North Carolina; † 30. April 2015 in Teaneck, New Jersey) war ein US-amerikanischer R&B- und Soulsänger, der als Tenor der Band The Drifters im Jahr 1959 bekannt wurde und danach seine Karriere als Solist fortsetzte. Sein kommerziell erfolgreichster Song ist Stand by Me aus dem Jahr 1961.

## Werdegang
Im Alter von neun Jahren (1947) zog er von North Carolina nach Harlem, New York, wo er schon früh im Kirchenchor und auf der Straße sang.

### Five Crowns und Drifters
Ben E. Kings Karriere begann 1955, als er zu der Vokalgruppe Five Crowns stieß und dort James Clark als Sänger ersetzte. Die erste gemeinsame Aufnahme mit King war das Ende desselben Jahres eingespielte Lied I Can’t Pretend. Zu hören ist er auch bei der nächsten Single Kiss and Make Up (RnB #6901), die im Februar 1958 erschien; die Gruppe wurde hierbei lediglich als Crowns genannt. Das Label RnB des Erfolgskomponisten Doc Pomus hatte lediglich diese eine Single veröffentlicht, bevor es liquidiert wurde. Die Aufnahme aus der Feder von Pomus brachte den Crowns einen Auftritt im Apollo Theater in New York ein, wo sie ab 30. Mai 1958 im Vorprogramm der Drifters auftreten durften. Deren Manager George Treadwell, unzufrieden über die abnehmende Erfolgskurve seiner Gruppe, war derart begeistert vom Auftritt der Crowns, dass er die Mitglieder der Drifters kurzerhand feuerte und durch die Crowns ersetzte. Da Treadwell die Namensrechte an der Gruppe besaß, traten die Crowns fortan als die neuen Drifters auf. Die Band setzte sich neben King aus Charlie Thomas (Tenor), Doc Green (Bariton) und Elsbeary Hobbs (Bass) zusammen; King wurde der Leadsänger.
Seine erste Aufnahmesession unter dem neuen Namen fand am 6. März 1959 statt, als There Goes My Baby / Oh My Love und zwei weitere Titel eingespielt wurden. Mit dem von Leiber/Stoller produzierten There Goes My Baby feierten die Drifters ein erfolgreiches Comeback mit einem ersten Rang in den R&B-Charts und einem zweiten Platz in der Pophitparade. In der zweiten Session vom 9. Juli 1959 entstanden die Titel Dance with Me / True Love, True Love, die mit einem Rang zwei in der R&B-Hitparade ebenfalls gut rezeptiert wurden.

### Solokarriere

Ben E. King – Spanish Harlem

Nach weniger als einem Jahr verließ Ben E. King die Drifters zugunsten einer Solokarriere. Bereits am 17. Dezember 1959 stand er als Solist vor dem Mikrofon und sang die Otis-Blackwell-Komposition Brace Yourself, die jedoch nach Veröffentlichung im Mai 1960 die Charts verfehlte. Kurz danach nahm er am 23. Dezember 1959 noch einmal drei Titel mit den Drifters auf, darunter This Magic Moment, das einen Rang vier in den R&B-Charts erreichte. Am 19. Mai 1960 war er mit den Drifters bei den Aufnahmen zu Save the Last Dance for Me / Nobody but Me am Mikrofon, mit jeweils dem ersten Platz in beiden Hitparaden dem größten Hit der Gruppe. Auch dieser Millionenseller konnte King nicht von seinen Soloplänen abbringen. Seine endgültige Trennung im September 1960 verschärfte die Besetzungsprobleme der ohnehin durch starke personelle Fluktuationen getroffenen Gruppe. Durch die kurze Verweildauer war King lediglich auf 11 der 124 Drifters-Titel als Leadsänger zu hören, das sind knapp 9 % der veröffentlichten Titel der Drifters.
Die für den 27. Oktober 1960 anberaumte Aufnahmesession listet Ben E. King nunmehr endgültig als Solisten, begleitet durch das Orchester des Atlantic-Arrangeurs Stan Applebaum. Es entstanden Spanish Harlem / First Taste of Love, der Young Boy Blues und Stand by Me. Zuerst wurde Spanish Harlem veröffentlicht, das in der Pophitparade einen Rang zehn belegte. Größter Hit für King als Solist war das aus der gleichen Session stammende Stand by Me, das in den R&B-Charts für vier Wochen den ersten Rang belegte. Bis zum Ende der 1960er Jahre feierte er etliche weitere Hits. Nach einer Hitpause von rund fünf Jahren gelang ihm 1975 mit Supernatural Thing ein Comeback (USA Platz 5, R&B Platz 1). Bis 1980 folgten weitere kleinere Single-Erfolge in den R&B-Charts, doch Kings große Zeit war vorbei.
Am 30. April 2015 starb er im Alter von 76 Jahren. Mit seiner Frau Betty war er 51 Jahre bis zu seinem Tod verheiratet und hatte drei Kinder.

## Coverversionen
Das Lied Stand by Me wurde 1986 in dem Film Stand by Me – Das Geheimnis eines Sommers benutzt und 25 Jahre nach der Erstveröffentlichung erneut ein Hit.
Von Stand by Me gibt es zahlreiche Coverversionen, darunter von 4 the Cause, dem deutschen Musikprojekt Lemon Ice (Geeno & Jay Low), John Lennon, Otis Redding, Willy DeVille, der Punk-Rock-Band NOFX und Pennywise. Auch sein I (Who Have Nothing) wurde oft, u. a. von Tom Jones, John Lennon und Shirley Bassey gecovert.

## Diskografie

### Studioalben
| Jahr | Titel          | Höchstplatzierung, Gesamtwochen, AuszeichnungChartplatzierungen (Jahr, Titel, Platzierungen, Wochen, Auszeichnungen, Anmerkungen) | Höchstplatzierung, Gesamtwochen, AuszeichnungChartplatzierungen (Jahr, Titel, Platzierungen, Wochen, Auszeichnungen, Anmerkungen) | Anmerkungen                                              |
| Jahr | Titel          | UK | US | Anmerkungen                                              |
| ---- | -------------- | --- | --- | -------------------------------------------------------- |
| 1961 | Spanish Harlem | UK30 (3 Wo.)UK | US57 (7 Wo.)US | Erstveröffentlichung: 1. Mai 1961 Charteintritt UK: 1967 |
| 1975 | Supernatural   | — | US39 (14 Wo.)US | Erstveröffentlichung: 1975                               |
| 1977 | Benny and Us   | — | US33 (21 Wo.)US | Erstveröffentlichung: 1977 mit der Average White Band    |

Weitere Studioalben
- 1962: Ben E. King Sings for Soulful Lovers
- 1962: Don’t Play That Song!
- 1964: Young Boy Blues
- 1964: Seven Letters
- 1967: What Is Soul?
- 1970: Rough Edges
- 1971: The Beginning of It All
- 1972: Audio Biography
- 1976: I Had a Love
- 1978: Let Me Live in Your Life
- 1980: Music Trance
- 1981: Street Tough
- 1989: Stand by Me

### Livealben
- 2003: Person to Person: Live at the Blue Note

### Kompilationen
| Jahr | Titel                                         | Höchstplatzierung, Gesamtwochen, AuszeichnungChartplatzierungen (Jahr, Titel, Platzierungen, Wochen, Auszeichnungen, Anmerkungen) | Höchstplatzierung, Gesamtwochen, AuszeichnungChartplatzierungen (Jahr, Titel, Platzierungen, Wochen, Auszeichnungen, Anmerkungen) | Höchstplatzierung, Gesamtwochen, AuszeichnungChartplatzierungen (Jahr, Titel, Platzierungen, Wochen, Auszeichnungen, Anmerkungen) | Anmerkungen                                 |
| Jahr | Titel                                         | DE | CH | UK | Anmerkungen                                 |
| ---- | --------------------------------------------- | --- | --- | --- | ------------------------------------------- |
| 1987 | Stand by Me – The Ultimate Collection         | DE35 (7 Wo.)DE | CH18 (5 Wo.)CH | UK14 Gold · (8 Wo.)UK | Erstveröffentlichung: 1987                  |
| 1990 | The Very Best of Ben E. King and the Drifters | — | — | UK15 (16 Wo.)UK | Erstveröffentlichung: 1990 mit The Drifters |
| 1998 | The Very Best of                              | — | — | UK41 (4 Wo.)UK | Erstveröffentlichung: 1998                  |

Weitere Kompilationen
| - 1966: Ben E. King’s Greatest Hits - 1972: The Ben E. King Story - 1975: Atlantic / Atco April Releases (mit Manhattan Transfer, Bad Company, Tangerine Dream und Eric Clapton) - 1980: Stand by Me - 1981: What Is Soul - 1984: Here Comes the Night - 1986: Stand by Me: The Best of Ben E. King and Ben E. King with the Drifters (mit The Drifters) - 1987: The Voice of Soul - 1987: Save the Last Dance for Me - 1987: The Best of Ben E. King & the Drifters (mit The Drifters) | - 1991: 16 Original Hits - 1991: Soulful Hits - 1992: Soul Kings – Volume 3 - 1993: Anthology - 1997: Stand by Me and Other Favorites - 1999: The Very Best of Ben E King & the Drifters (mit The Drifters) - 2002: Stand by Me - 2005: Stand By Me – The Ben E. King Collection - 2010: Original Album Series (Box mit 10 CDs) - 2015: The Very Best of Percy Sledge & Ben E. King (mit Percy Sledge) |

### EPs
- 1961: I Count the Tears / Spanish Harlem / First Taste of Love (mit The Drifters)
- 1961: Spanish Harlem / First Taste of Love / I Count the Tears / Suddenly There’s a Valley (mit The Drifters)
- 1961: Amor
- 1964: Gloria Gloria
- 1964: Don’t Play That Song
- 1964: Love Me Love Me
- 1964: Acompañado de Orquesta
- 1964: The Hermit of the Misty Mountain
- 1980: When a Man Loves a Woman / Warm and Tender Love (mit Percy Sledge)

### Singles
| Jahr | Titel Album                                                     | Höchstplatzierung, Gesamtwochen, AuszeichnungChartplatzierungen (Jahr, Titel, Album, Platzierungen, Wochen, Auszeichnungen, Anmerkungen) | Höchstplatzierung, Gesamtwochen, AuszeichnungChartplatzierungen (Jahr, Titel, Album, Platzierungen, Wochen, Auszeichnungen, Anmerkungen) | Höchstplatzierung, Gesamtwochen, AuszeichnungChartplatzierungen (Jahr, Titel, Album, Platzierungen, Wochen, Auszeichnungen, Anmerkungen) | Höchstplatzierung, Gesamtwochen, AuszeichnungChartplatzierungen (Jahr, Titel, Album, Platzierungen, Wochen, Auszeichnungen, Anmerkungen) | Höchstplatzierung, Gesamtwochen, AuszeichnungChartplatzierungen (Jahr, Titel, Album, Platzierungen, Wochen, Auszeichnungen, Anmerkungen) | Anmerkungen                                                                                     |
| Jahr | Titel Album                                                     | DE | AT | CH | UK | US | Anmerkungen                                                                                     |
| ---- | --------------------------------------------------------------- | --- | --- | --- | --- | --- | ----------------------------------------------------------------------------------------------- |
| 1960 | Spanish Harlem                                                  | — | — | — | UK92 (2 Wo.)UK | US10 (16 Wo.)US | Erstveröffentlichung: 1. Dezember 1960 Charteintritt UK: 1986                                   |
| 1961 | First Taste of Love Don’t Play That Song!                       | — | — | — | UK27 (11 Wo.)UK | US53 (7 Wo.)US | Erstveröffentlichung: 1961                                                                      |
| 1961 | Stand by Me Don’t Play That Song!                               | DE2 (16 Wo.)DE | AT7 (6 Wo.)AT | CH3 (9 Wo.)CH | UK1 ×3Dreifachplatin · (21 Wo.)UK | US4 (37 Wo.)US | Erstveröffentlichung: 24. April 1961; Charteintritt D-A-CH erst 1987 Höchstplatzierung UK: 1987 |
| 1961 | Amor Spanish Harlem                                             | — | — | — | UK38 (4 Wo.)UK | US18 (10 Wo.)US | Erstveröffentlichung: 1961                                                                      |
| 1961 | Here Comes the Night Don’t Play That Song!                      | — | — | — | — | US81 (2 Wo.)US | Erstveröffentlichung: 1961                                                                      |
| 1961 | Young Boy Blues Don’t Play That Song!                           | — | — | — | — | US66 (6 Wo.)US | Erstveröffentlichung: 1961                                                                      |
| 1962 | Ecstasy Don’t Play That Song!                                   | — | — | — | — | US56 (6 Wo.)US | Erstveröffentlichung: 1962                                                                      |
| 1962 | Don’t Play That Song (You Lied) Don’t Play That Song!           | — | — | — | — | US11 (12 Wo.)US | Erstveröffentlichung: 1962                                                                      |
| 1962 | Too Bad Stand by Me                                             | — | — | — | — | US88 (2 Wo.)US | Erstveröffentlichung: 1962                                                                      |
| 1963 | How Can I Forget Gloria Gloria (EP)                             | — | — | — | — | US85 (4 Wo.)US | Erstveröffentlichung: 23. Februar 1963                                                          |
| 1963 | I (Who Have Nothing) Young Boy Blues                            | — | — | — | — | US29 (12 Wo.)US | Erstveröffentlichung: 1963                                                                      |
| 1963 | I Could Have Danced All Night Gloria Gloria (EP)                | — | — | — | — | US72 (4 Wo.)US | Erstveröffentlichung: 1963                                                                      |
| 1964 | That’s When it Hurts The Ben E. King Story                      | — | — | — | — | US63 (7 Wo.)US | Erstveröffentlichung: März 1964                                                                 |
| 1964 | It’s All Over Seven Letters                                     | — | — | — | — | US72 (5 Wo.)US | Erstveröffentlichung: 1964                                                                      |
| 1964 | Seven Letters                                                   | — | — | — | — | US45 (7 Wo.)US | Erstveröffentlichung: Dezember 1964                                                             |
| 1965 | The Record (Baby I Love You) What Is Soul?                      | — | — | — | — | US84 (3 Wo.)US | Erstveröffentlichung: 1965                                                                      |
| 1966 | Goodnight My Love (Pleasant Dreams) What Is Soul?               | — | — | — | — | US91 (3 Wo.)US | Erstveröffentlichung: 1962                                                                      |
| 1966 | So Much Love Anthology                                          | — | — | — | — | US96 (2 Wo.)US | Erstveröffentlichung: April 1966                                                                |
| 1967 | Tears, Tears, Tears Stand by Me                                 | — | — | — | — | US93 (2 Wo.)US | Erstveröffentlichung: 18. März 1967                                                             |
| 1975 | Supernatural Thing Supernatural                                 | DE49 (1 Wo.)DE | — | — | — | US5 (14 Wo.)US | Erstveröffentlichung: Januar 1975                                                               |
| 1975 | Do It in the Name of Love Supernatural                          | — | — | — | — | US60 (4 Wo.)US | Erstveröffentlichung: Mai 1975                                                                  |
| 1987 | Save the Last Dance for Me The Ultimate Collection: Stand by Me | DE60 (4 Wo.)DE | — | — | UK69 (3 Wo.)UK | — | Erstveröffentlichung: 1987 Original: The Drifters (1960)                                        |

grau schraffiert: keine Chartdaten aus diesem Jahr verfügbar
Weitere Singles
- 1960: Save the Last Dance for Me (mit The Drifters)
- 1960: How Often (mit LaVern Baker)
- 1960: Brace Yourself
- 1960: Groovin’
- 1962: I’m Standing By
- 1962: Auf Wiedersehn, My Dear
- 1963: Around the Corner
- 1964: What Can a Man Do
- 1964: Not Now (I’ll Tell You When)
- 1965: I Can’t Break the News to Myself
- 1965: Cry No More
- 1965: The Way You Shake It
- 1966: I Swear by the Stars Above
- 1966: What Is Soul?
- 1967: Teeny Weeny Little Bit
- 1967: She Knows What to Do for Me
- 1968: What’cha Gonna Do About It (mit Dee Dee Sharp)
- 1968: Don’t Take Your Love from Me
- 1968: It Ain’t Fair
- 1968: Where’s the Girl
- 1970: Goodbye My Old Girl
- 1971: White Moon
- 1971: Seven Letters
- 1971: It’s Amazing
- 1972: Take Me to the Pilot
- 1972: Into the Mystic
- 1973: Do It Now
- 1973: Spread Myself Around
- 1975: Happiness Is Where You Find It
- 1975: I Had a Love
- 1975: Yes
- 1975: Jamaica
- 1976: Betcha Didn’t Know That
- 1977: The Message (mit AWB)
- 1977: Get It Up (mit AWB)
- 1977: A Star in the Ghetto (mit AWB)
- 1977: Imagine (mit AWB)
- 1977: Fool for You Anyway
- 1978: Tippin’
- 1978: Spoiled
- 1979: Music Trance
- 1980: You’ve Only Got One Chance to Be Young
- 1980: Touched by Your Love
- 1981: Street Tough
- 1981: Souvenirs of Love
- 1982: You Better Move On (The Drifters feat. Ben E. King)
- 1987: Spread Myself Around
- 1987: Lover’s Question
- 1990: Book of Love (Ben E. King und Bo Diddley feat. Doug Lazy)
- 1991: What’s Important to Me
- 1992: You’ve Got All of Me

## Auszeichnungen für Musikverkäufe
| Goldene Schallplatte - Japan - 2011: für die Single Stand By Me (Digital) - Kanada - 1987: für die Single Stand By Me Platin-Schallplatte - Dänemark - 2022: für die Single Stand By Me - Italien - 2023: für die Single Stand By Me - Japan - 1994: für die Single Stand By Me (Physisch) | 2× Platin-Schallplatte - Spanien - 2024: für die Single Stand By Me 4× Platin-Schallplatte - Neuseeland - 2025: für die Single Stand By Me |

Anmerkung: Auszeichnungen in Ländern aus den Charttabellen bzw. Chartboxen sind in ebendiesen zu finden.
| Land/RegionAuszeichnungen für Musikverkäufe (Land/Region, Auszeichnungen, Verkäufe, Quellen) | Gold     | Platin       | Verkäufe  | Quellen             |
| -------------------------------------------------------------------------------------------- | -------- | ------------ | --------- | ------------------- |
| Dänemark (IFPI)                                                                              | —        | Platin1      | 90.000    | ifpi.dk             |
| Italien (FIMI)                                                                               | —        | Platin1      | 100.000   | fimi.it             |
| Japan (RIAJ)                                                                                 | Gold1    | Platin1      | 200.000   | riaj.or.jp          |
| Kanada (MC)                                                                                  | Gold1    | —            | 50.000    | musiccanada.com     |
| Neuseeland (RMNZ)                                                                            | —        | 4× Platin4   | 120.000   | radioscope.co.nz    |
| Spanien (Promusicae)                                                                         | —        | 2× Platin2   | 120.000   | elportaldemusica.es |
| Vereinigtes Königreich (BPI)                                                                 | Gold1    | 3× Platin3   | 1.900.000 | bpi.co.uk           |
| Insgesamt                                                                                    | 3× Gold3 | 12× Platin12 |           |                     |

### Musikbeispiele
- Ben E. King: Stand By Me auf YouTube
- Ben E. King: Spanish Harlem auf YouTube
- Ben E. King: Supernatural Thing, Pt. 1 auf YouTube